# Galway (stacja kolejowa)
Galway Ceannt (ang: Galway (Ceannt) railway station, irl: Stáisiún Cheannt) – stacja kolejowa w Galway, w hrabstwie Galway, w Irlandii. Stacja znajduje się w centrum miasta, w Eyre Square. Stacja ma być przebudowana w niedalekiej przyszłości, w ramach projektu Ceannt Station Quarter. Jest obsługiwana przez Iarnród Éireann.
Stacja otwarta została 1 sierpnia 1851 roku Otrzymała nazwę Ceannt w dniu 10 kwietnia 1966 roku podczas obchodów Éamonn Ceannt, jednego z przywódców powstania wielkanocnego z 1916 roku.